# 救主堂 (塞维利亚)

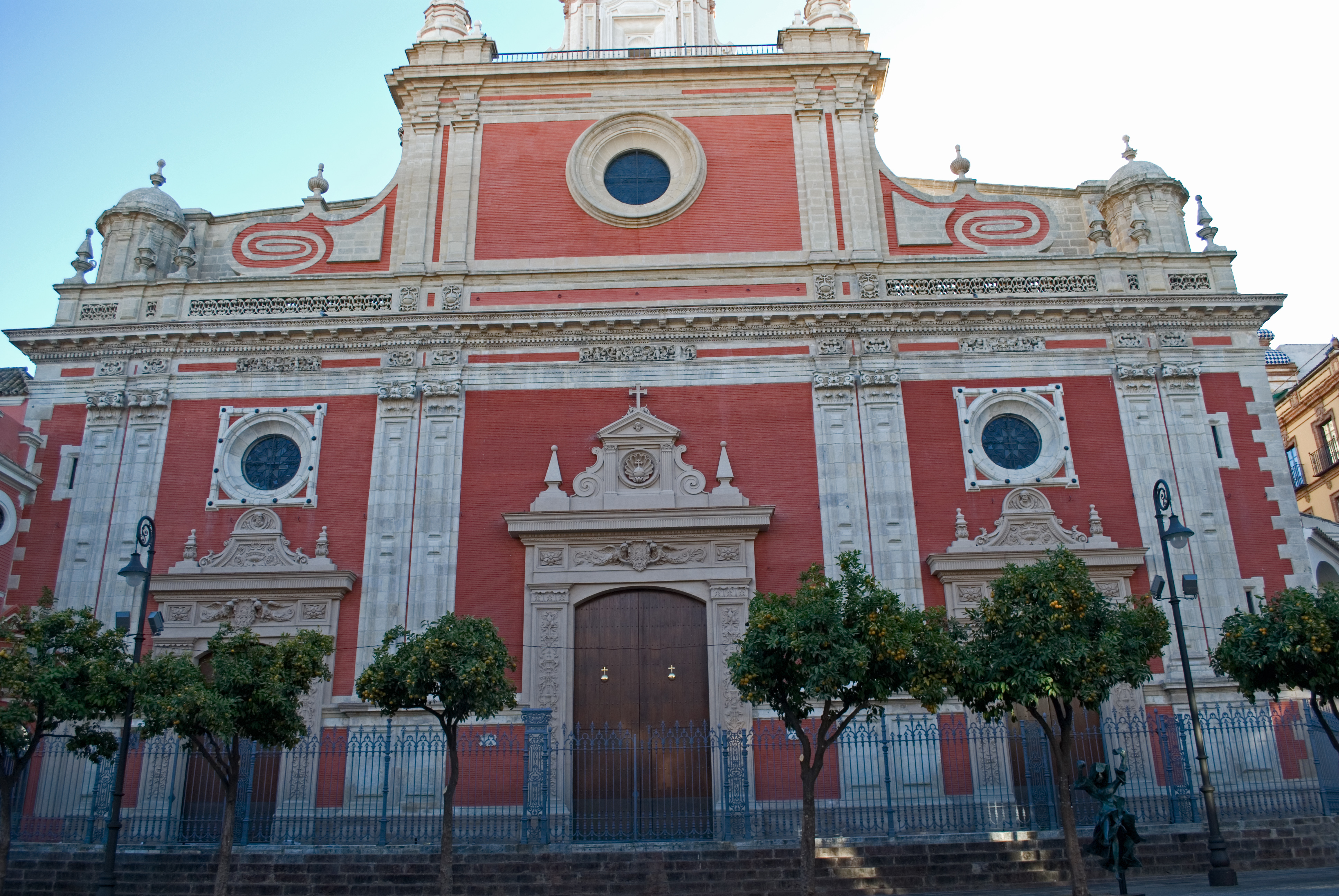

救主堂（西班牙語：iglesia colegial del Divino Salvador）是一座罗马天主教教堂，位于西班牙塞维利亚市中心的Alfalfa 社区，巴洛克建筑风格。目前的建筑兴建于1679-1712年。
1985年，该堂被西班牙政府宣布为西班牙文化财产。
2003年，该堂进行大规模修复，到2008年初完成。2008年10月22日，西班牙国王胡安·卡洛斯一世和总主教在市长的陪同下，为重新开放的建筑揭幕。